# مگادی
مگادی (به انگلیسی: Magadi) یک منطقهٔ مسکونی در هند است که در بخش راماناگارا واقع شده‌است. مگادی ۳۰٬۰۰۰ نفر جمعیت دارد و ۹۲۵ متر بالاتر از سطح دریا واقع شده‌است.